# Zulfikar Ali Bhutto
Zulfikar Ali Bhutto (en urdú,  ذوالفقار علی بھٹو; en sindhi, ذوالفقار علي ڀُٽو), (5 de enero de 1928 -  4 de abril de 1979) fue un político pakistaní. Fue 4.º Presidente de Pakistán desde 1971 a 1973, 9.º primer ministro de Pakistán desde 1973 a 1977, y presidente del Partido Popular de Pakistán que él mismo fundó en 1967.
Se vio en la peculiar situación de ser un civil que administraba la ley marcial. Fue depuesto en un golpe de Estado que dio el general Muhammad Zia-ul-Haq, tras el cual fue condenado a muerte acusado del asesinato de un adversario político en 1974 y ahorcado el 4 de abril de 1979.
Su hija Benazir Bhutto fue primera ministra de Pakistán en dos ocasiones, y fue asesinada también.

## Biografía
Su padre era Shah Nawaz Bhutto, de una destacada y aristocrática familia sunita musulmana. En 1947 entró en la Universidad del Sur de California para estudiar ciencias políticas. Bhutto se casó el 8 de septiembre de 1951, en Karachi. Fruto de ese matrimonio nacieron cuatro hijos. En 1957 se convirtió en el miembro más joven de la delegación de Pakistán ante la Organización de las Naciones Unidas. Cinco años después, fue nombrado Ministro de Relaciones Exteriores de Pakistán y renunció en 1967.
Tras la dimisión, el 30 de noviembre de 1967, fundó en Lahore el Partido Popular de Pakistán (PPP).
Nacido en la actual Sindh y educado en la Universidad de California, Berkeley y la Universidad de Oxford , Bhutto se formó como abogado en Lincoln's Inn, antes de ingresar a la política como uno de los miembros del gabinete del presidente Iskander Mirza , y fue asignado a varios ministerios durante El gobierno militar del presidente Ayub Khan desde 1958. Nombrado ministro de Relaciones Exteriores en 1963, Bhutto fue un proponente de la Operación Gibraltar en Cachemira, que llevó a la guerra con India en 1965. Después del Acuerdo de Taskent terminó las hostilidades, Bhutto se peleó con Ayub Khan y fue despedido del gobierno.
Bhutto fundó el PPP en 1967 sobre una plataforma socialista y participó en las elecciones generales celebradas por el presidente Yahya Khan en 1970. Mientras que la Liga Awami ganó la mayoría de los escaños en general, el PPP ganó la mayoría de los escaños en Pakistán Occidental ; los dos partidos no pudieron ponerse de acuerdo sobre una nueva constitución, en particular sobre el tema del Movimiento de los Seis Puntos, que muchos en Pakistán Occidental vieron como una forma de dividir el país.  Los levantamientos posteriores llevaron a la secesión de Bangladés, y Pakistán perdió la guerra contra la India aliada de Bangladés.

### Presidente
En 1971 a Bhutto le fue entregada la presidencia en diciembre de 1971 y se impuso el estado de emergencia. Cuando Bhutto se dispuso a reconstruir Pakistán, declaró que su intención era "reconstruir la confianza y reconstruir la esperanza para el futuro".
En julio de 1972, Bhutto recuperó 43,600 prisioneros de guerra y 5,000 millas cuadradas de territorio controlado por los indios después de firmar el Acuerdo de Simla. Fortaleció los lazos con China y Arabia Saudita, reconoció a Bangladés y fue anfitrión de la segunda Organización de la Conferencia Islámica en Lahore en 1974.  A nivel nacional, el reinado de Bhutto vio al parlamento aprobar por unanimidad una nueva constitución en 1973, que nombró a Fazal Ilahi Chaudhry presidente y pasó al nuevo cargo de primer ministro. 

### Primer ministro
También jugó un papel integral en el inicio del programa nuclear del país. Sin embargo, la nacionalización de Bhutto de gran parte de las industrias incipientes, la atención médica y las instituciones educativas de Pakistán se encontró con un estancamiento económico. Después de que la disolución de los gobiernos feudales provinciales en Baluchistán se encontró con disturbios, Bhutto también ordenó una operación del ejército en la provincia en 1973, causando miles de víctimas civiles.
A pesar del desorden civil, el PPP ganó las elecciones parlamentarias en 1977 por un amplio margen. Sin embargo, la oposición alegó un fraude electoral generalizado y la violencia se intensificó en todo el país.

### Golpe de Estado y ejecución
El 5 de julio de ese mismo año, Bhutto fue depuesto en un golpe militar por su jefe del ejército designado, Muhammad Zia-ul-Haq, antes de ser juzgado y ejecutado polémicamente por el Tribunal Supremo de Pakistán en 1979, después de que esta lo encontrara culpable de maquinar el asesinato de un opositor político.
En marzo de 2024 la Corte Suprema de Pakistán declaró que Bhutto no tuvo un juicio justo. Actualmente muchos expertos legales en el país califican su ejecución como un «asesinato judicial» del régimen militar en aquel entonces.

## Repercusión histórica
Bhutto sigue siendo una figura polémica, aclamado por su nacionalismo y agenda internacionalista, sin embargo, es criticado por intimidar a sus oponentes políticos y por violaciones de derechos humanos. A menudo se le considera uno de los líderes más importantes de Pakistán , y su partido, el PPP, sigue siendo uno de los más grandes de Pakistán, con su hija Benazir Bhutto siendo elegida primera ministra dos veces, mientras que su yerno y esposo de Benazir Asif Ali Zardari, se desempeñó como presidente.